# Odzala-Kokoua nationalpark
Odzala-Kokoua nationalpark (franska: parc national d'Odzala-Kokoua) är en nationalpark i Kongo-Brazzaville. Den ligger i departementen Cuvette-Ouest och Sangha, i den norra delen av landet, 600 km norr om huvudstaden Brazzaville. Parken upprättades som Odzala nationalpark 1935 och fick sitt nuvarande namn när den utvidgades 2001. Den är ett biosfärområde sedan 1977, ett tentativt världsarv sedan 2008 och ett Ramsarområde sedan 2012.